# Chiltern Railways
Chiltern Railways – brytyjski przewoźnik kolejowy posiadający koncesję na obsługę dalekobieżnej trasy pasażerskiej z Londynu (dworca Marylebone) do Birmingham, a także kilku tras podmiejskich w hrabstwach położonych na północny zachód od Londynu (głównie Warwickshire i Buckinghamshire).
Przedsiębiorstwo po raz pierwszy uzyskało koncesję w roku 1996. Początkowo przyznano ją na sześć lat, ale później została przedłużona aż do 2022 roku. Pociągi przewożnika zatrzymują się na 62 stacjach. Chiltern Railways jest jedną ze spółek koncernu Deutsche Bahn.

## Tabor
Przedsiębiorstwo dysponuje 59 pociągami:
- British Rail Class 121 (1 zestaw)[2]
- British Rail Class 165 (39 zestawów)[3]
- British Rail Class 168 (19 zestawów)[4]